# Gerhard Joan Elias
Gerhard Joan Elias (Arnhem, 5 oktober 1879 - Delft, 5 juni 1951) was een Nederlands hoogleraar wisselstroomtheorie en theoretische elektriciteitsleer (1916-1950) aan de Technische Hogeschool te Delft.

## Levensloop
Elias, zoon van jhr. mr. Hendrik Alexander Elias (1838-1917) en Caroline Henriette Everts (1843-1911), was een lid van het deels adellijke geslacht Elias. Zijn vader was advocaat, assuradeur en lid van de gemeenteraad van Arnhem. Hij trouwde in 1911 met de Duitse Viktoria Maria Margarete Schloss (1885-1975) uit welk huwelijk geen kinderen geboren werden.
Elias slaagde in 1899 te Arnhem voor zijn opleiding gymnasium-b en schreef zich in 1897 in bij de Polytechnische School te Delft; hij veranderde al snel van studie en studeerde vervolgens natuurkunde aan de Rijksuniversiteit Utrecht, waar hij bij beschikking van het ministerie van Binnenlandse Zaken voor het jaar 1905 werd benoemd tot assistent voor de natuurkunde. Hij promoveerde op 28 mei 1909 cum laude tot doctor in de wis- en natuurkunde op het proefschrift Anomale magnetische draaiingsdispersie in verband met selectieve absorptie.
Elias was vervolgens onder meer werkzaam als conservator van het laboratorium van de Teylers Stichting, waarvoor hij in oktober 1911 de lezingencyclus van professor H.A. Lorentz, over de theorie der energie-elementen, organiseerde. Bij Koninklijk Besluit werd Elias met ingang van 1 juli 1916 aan de Technische Hogeschool benoemd tot tijdelijk buitengewoon hoogleraar in de afdeling der werktuigbouwkunde, scheepsbouwkunde en elektrotechniek, om onderwijs te geven in de elektrotechniek. Dat was met name om een fundamentele fysische basis te geven aan deze afdeling, die tot dan toe meer gebaseerd was op de werktuigbouwkunde.

### Commissies, raden en verenigingen
Elias was de eerste voorzitter (1920-1927) van het Nederlands Radiogenootschap (opgericht op 29 mei 1920, in mei 1930 werd hij benoemd tot erelid) en publiceerde in het tijdschrift hiervan veel artikelen betreffende zijn onderzoek. Hij zorgde er verder dat het genootschap de officiële vertegenwoordiger van Nederland werd bij de Union Radio Scientifique Internationale of URSI, waar normaal gesproken de Academies van Wetenschappen hun land vertegenwoordigden.
In 1923 werd hij buitengewoon lid van de Octrooiraad. In 1924 werd een "Commissie voor fysische strijdmiddelen" ingesteld, waarvan Elias tot voorzitter werd benoemd, die onderzoek moest doen naar zogenaamde "dodende stralen", waarvan in de pers gewag was gemaakt. Nadat bleek dat deze stralen niet bestonden werd het werk van de commissie (defensie-onderzoek) toch voortgezet; dit leidde in 1936 tot de eerste proef met een radarapparaat.
Na de oorlog werd het onderzoek ondergebracht bij de Rijksverdedigingsorganisatie van TNO. In 1924 was Elias, samen met onder meer E.B.F.F. Wittert van Hoogland, lid van het comité voor de dan nieuw geprojecteerde Nederlandse wereldvlucht en was hij lid van een commissie die de oorzaak van zekere deficiënties in de verzending van telegrammen vanuit het draadloze station te Malabar diende te onderzoeken.
Toen Elias in 1950 als hoogleraar aftrad werd een speciaal nummer van het tijdschrift van het Nederlands Radiogenootschap aan hem gewijd.

## Werk

### Universiteitsloopbaan
De stof die Elias zou moeten gaan doceren was voornamelijk die van de twee wetten van James Clerk Maxwell, zoals beschreven in diens  A treatise on Electricity and Magnetism (1873), aangevuld met de fysische modellen voor het elektromagnetische gedrag van de materie. Hij werd aldus aangesteld als hoogleraar met leeropdracht "wisselstroomtheorie en theoretische elektriciteitsleer". Elias aanvaardde zijn nieuwe betrekking in september 1916 met het uitspreken van de inaugurale rede De ontwikkeling der elektriciteitsleer in haar samenhang met de elektrotechniek.
Onder de toehoorders in het auditorium bevonden zich de directeuren van Teylers Stichting en de hoogleraren H.A. Lorentz en W.H. Julius; Elias kwam in zijn rede tot de conclusie dat het aantal fysieke problemen waarvoor de elektrotechnicus zich zag geplaatst steeds groter werd en dat dit een nauwere samenwerking noodzakelijk maakte tussen natuurkundigen en elektrotechnici.
Gedurende het studiejaar 1923-1924 maakte Elias deel uit van het college van rector magnificus en assessoren der Technische Hogeschool en maakte hij deel uit van de commissie overleg met studenten. In het studiejaar 1933-1934 zat hij in de commissie van overleg met studenten en in 1934 maakte hij deel uit van het College der Hogeschool. Bij Koninklijk Besluit van 15 juni 1936 werd Elias voor het studiejaar 1936-1937 benoemd tot rector magnificus der Technische Hogeschool Delft, tevens aangewezen als secretaris van de senaat.
Tijdens de Tweede Wereldoorlog was de Technische Hogeschool gesloten en was Elias met de uitgever van zijn boek overeengekomen dat alleen studenten, die een door hem afgegeven verklaring konden overleggen, een exemplaar bij de boekhandel konden aanschaffen, waardoor zij in de gelegenheid waren de stof te bestuderen en privé bij Elias thuis examen te doen. Elias ging in 1950 met leeftijdsontslag en overleed in juni 1951.

### Wetenschappelijk werk

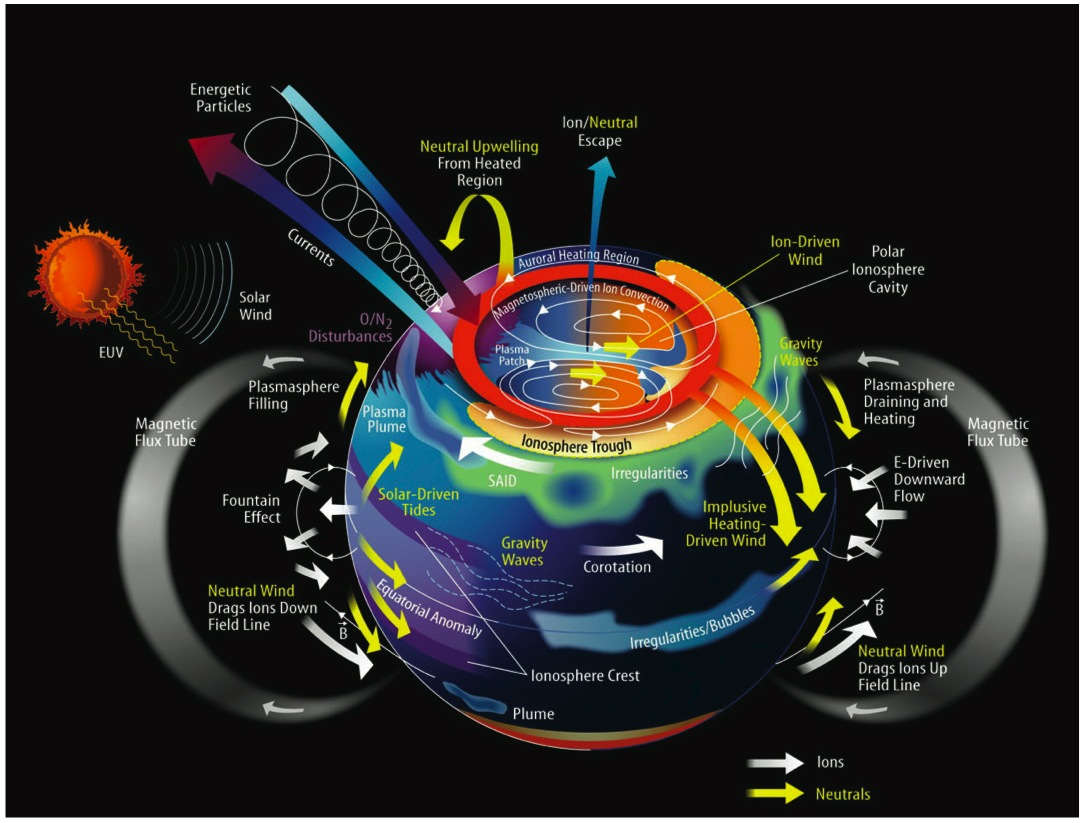
Elias verrichtte veel werk aan berekeningen over de ionosfeer

Radiogolven van bepaalde frequenties bleken meetbare signalen over te brengen over afstanden waarover volgens de theorie het signaal al tot minimale eenheden zou moeten zijn afgezwakt. De wetenschappers A.E. Kennely en O. Heaviside hadden zich met dit verschijnsel al beziggehouden. Elias ontwikkelde, in 1921, over dit verschijnsel eveneens een theorie, die hij in een aantal artikelen (vanaf 1922) voor het Nederlands Radiogenootschap publiceerde. De artikelen werden later als baanbrekend beschouwd voor de theorie van de ionosferische radiopropagatie en weergegeven in de buitenlandse vakliteratuur.
Nadat Elias op deze wijze een theorie voor het hoogteprofiel van de brekingsindex van de ionosfeer had opgesteld vervolgde hij zijn onderzoek met enkele publicaties op het gebied van de theorie van de uitbreiding van radiogolven in een dergelijk medium. Na de opstelling van deze theorie was het mogelijk met experimenten te beginnen, die een verklaring konden geven voor de propagatie van radiogolven over grote afstanden. Deze experimenten werden gedaan met de hulp van een in het Laboratorium voor Electriciteitsleer door Elias mede gefabriceerde proefopstelling, die bestond uit een in de Wippolder opgestelde ontvanger, die signalen van omroepzenders opving en de sterkte van het ontvangen signaal relateerde aan de aanwezigheid van een uit elektroplasma bestaande ionosfeer. De uitkomst van deze experimenten was onder meer dat er een positief resultaat was ten aanzien van correlatie met de inval van zonnestraling op een bepaalde hoogte. Elias vervolgde deze experimenten in de loop van de tijd en zij werden na Elias' pensionering nog enige tijd voortgezet door professor J.P. Schouten, tot de komst van raketten deze wijze van experimenteren overbodig maakte.
In Elias' boek Theorie van het elektromagnetische veld (1946 en 1948) werd vooral ingegaan op de berekeningen van met de tijd periodiek veranderende elektrische stromingen en spanningen in elektrische netwerken en transmissielijnen; door deze wisselende stromingen en spanningen weer te geven via een Fourierreeks ontstond een standaardrekenschema. In het boek werden diverse van deze rekenschema's, deels door Elias zelf ontwikkeld, weergegeven. Daarnaast werd in de boeken onder meer de behandeling van onderwerpen als in- en uitschakelverschijnselen in elektrische netwerken en transmissielijnen, waarbij Elias de operatorenberekening van Heaviside toepaste, besproken.

### Lezingen
In 1923 hield Elias voor het Nederlands Radiogenootschap een lezing over de Heavisidelaag. Deze Heavisidelaag zou de door een radiotelegrafische zender uitgezonden golven terugkaatsen en zou daardoor de ontvangst van radioseinen op grote afstand mogelijk maken. Elias besprak in de lezing voornamelijk de invloed van de ultraviolette straling; hij zei onder meer dat van een eenvoudige spiegeling tegen de laag geen sprake was omdat dan discontinuïteiten in het geleidingsvermogen op diverse hoogten zouden moeten optreden. Elias had naar aanleiding hiervan uitdrukkingen voor het geleidingsvermogen opgesteld, die overeenkwamen met het daarvoor door Watson aangenomen bedrag. In februari 1929 sprak hij tijdens een colloquium van het Radiogenootschap over het berekenen van stromen door het elektromagnetische veld, door een open respectievelijk gesloten antenne geïnduceerd; Elias dacht dat het mogelijk moest zijn bij de open antenne het magnetische, en bij de gesloten antenne het elektrische veld als grondslag voor berekeningen te kiezen.
Elias hield in mei 1930 een lezing voor het Koninklijk Instituut van Ingenieurs over de reflectie van elektromagnetische golven aan media met veranderlijke elektrische eigenschappen. In deze lezing toonde hij aan hoe het mogelijk was door een combinatie van beschouwingen en berekeningen te komen tot een verklaring van de waargenomen verschijnselen, die zich bij de voortplanting over grotere afstanden bij dag voordeden. Daarnaast deed Elias enige mededelingen over de reflectietijd van signalen, zowel bij gebruik van korte- als bij lange golven. In januari 1932 sprak hij voor het radiogenootschap over reflectiemetingen op radiogebied.